# خصلاء إيفان
خصلاء إيفان (الاسم العلمي: Lophophora evan) هي نوع من الحشرات تتبع جنس الخصلاء من الفصيلة الأربوسية.